# KNVB Beker 2020/21 (vrouwen)
De 41e editie van de KNVB Beker voor vrouwen ging van start op 28 augustus 2020 met de groepsfase en eindigde op zaterdag 5 juni 2021 met de finale. Omdat de editie van vorig seizoen niet werd afgemaakt, was er dit seizoen geen titelverdediger. Vanwege de coronapandemie werden in het najaar van 2020 alle amateurcompetities stilgelegd. Dit betekende ook dat voor alle amateurclubs het bekertoernooi voorbij was. Het toernooi werd op 5 februari 2020 hervat met een kwartfinale tussen de Eredivisieclubs.

## Landelijke beker
Opzet
Deze editie van de KNVB Beker voor vrouwen begon met de groepsfase van tweeëntwintig poules. Vanaf de eerste tussenronde volgde de knock-outfase.

### Deelnemers
Er namen dit seizoen 92 teams deel: 8 clubs uit de Eredivisie (niveau 1), 84 amateurteams uit de landelijke competities in de Topklasse (2), Hoofdklasse (3) en Eerste klasse (4).
| N | Competitie            | Clubs                   | Clubs                | Clubs                   | Clubs                      |
| - | --------------------- | ----------------------- | -------------------- | ----------------------- | -------------------------- |
| 1 | Eredivisie            | ADO Den Haag            | Ajax                 | VV Alkmaar              | Excelsior                  |
| 1 | Eredivisie            | sc Heerenveen           | PSV                  | PEC Zwolle              | FC Twente                  |
| 2 | Topklasse             | Be Quick '28            | RKVV DSS             | DTS Ede                 | VV Eldenia                 |
| 2 | Topklasse             | FC Eindhoven AV         | FC Rijnvogels        | RVVH                    | SV Saestum                 |
| 2 | Topklasse             | Vv SSS                  | Ter Leede            | ASV Wartburgia          | SC Woezik                  |
| 3 | Hoofdklasse zaterdag  | ACV                     | BVV Barendrecht      | VV Berkum               | Heerenveense Boys          |
| 3 | Hoofdklasse zaterdag  | Oranje Nassau Groningen | RCL                  | VV Reiger Boys          | SV Saestum II              |
| 3 | Hoofdklasse zaterdag  | SC Stiens               | Sparta Rotterdam     | GSVV The Knickerbockers | ASV Wartburgia II          |
| 3 | Hoofdklasse zondag    | VV Bavel                | SC Buitenveldert     | VV DSE                  | FC Berghuizen              |
| 3 | Hoofdklasse zondag    | FC Eindhoven AV II      | Fortuna '54          | VV Nooit Gedacht        | RKSV Nuenen                |
| 3 | Hoofdklasse zondag    | SC 't Zand              | ST SV Someren/NWC    | Vv Trekvogels           | VV Witkampers              |
| 4 | Eerste klasse Groep A | CVV Berkel              | VV Blauw Geel '55    | CSW                     | DZC '68                    |
| 4 | Eerste klasse Groep A | SC 't Gooi              | USV Hercules         | IJFC                    | VV IJzendijke              |
| 4 | Eerste klasse Groep A | RVVH II                 | Sporting '70         | Vv SSS II               | Ter Leede II               |
| 4 | Eerste klasse Groep B | ASC '62                 | AZSV                 | Be Quick '28 II         | VV de Weide                |
| 4 | Eerste klasse Groep B | SV Epe                  | VV Helpman           | HZVV                    | Oranje Nassau Groningen II |
| 4 | Eerste klasse Groep B | SC Klarenbeek           | VV Sint Annaparochie | VV Vitesse '63          | VV Winsum                  |
| 4 | Eerste klasse Groep C | Antibarbari             | SC Buitenveldert II  | RKSV De Tukkers         | VV Hontenisse              |
| 4 | Eerste klasse Groep C | VV Hoogland             | Vv Rigtersbleek      | RKDEO                   | SDO                        |
| 4 | Eerste klasse Groep C | VV SEP                  | RKVV Velsen          | Victoria Boys           | VV Winkel                  |
| 4 | Eerste klasse Groep D | RKSV Bekkerveld         | DVC'26               | VV Eldenia II           | HVCH                       |
| 4 | Eerste klasse Groep D | NSVV FC Kunde           | SV Orion             | OVV '67                 | RKSV Prinses Irene         |
| 4 | Eerste klasse Groep D | RKSV Nuenen II          | SSS'18               | UDI '19/CSU             | VDZ                        |

Legenda
| Kleur | Resultaat                           |
| ----- | ----------------------------------- |
|       | Winnaar                             |
|       | Verliezend finalist                 |
|       | Uitgeschakeld in de halve finales   |
|       | Uitgeschakeld in de kwartfinales    |
|       | Uitgeschakeld in de achtste finales |
|       | Uitgeschakeld in de tussenronde     |
|       | Uitgeschakeld in de 2e ronde        |
|       | Uitgeschakeld in de 1e ronde        |
|       | Uitgeschakeld in de groepsfase      |
|       | Uit het toernooi gehaald            |
|       | Geen deelname                       |

### Speeldata
| Ronde             | Speeldata                                        |
| Groepsfase        | Groepsfase                                       |
| ----------------- | ------------------------------------------------ |
| Speeldag 1        | 29 en 30 augustus, 2 september en 1 oktober 2020 |
| Speeldag 2        | 5, 6, 8 en 24 september 2020                     |
| Speeldag 3        | 12 en 13 september en 6 oktober 2020             |
| Knock-out systeem |                                                  |
| 1e ronde          | n.v.t.                                           |
| 2e ronde          | n.v.t.                                           |
| Tussenronde       | n.v.t.                                           |
| Achtste finales   | 5 februari 2021                                  |
| Kwartfinales      | 27 en 28 februari 2021                           |
| Halve finales     | 16, 17 en 18 april 2021                          |
| Finale            | 5 juni 2021                                      |

## Wedstrijden

### Kwalificatieronde

#### Groepsfase
Legenda
| # | Reden                                        |
| - | -------------------------------------------- |
|   | Heeft zich geplaatst voor de volgende ronde. |

Groep 1
| # | Club             | Wedstrijden | Wedstrijden | Wedstrijden | Wedstrijden | Doelpunten | Doelpunten | Doelpunten | Punten |
| - | ---------------- | ----------- | ----------- | ----------- | ----------- | ---------- | ---------- | ---------- | ------ |
| # | Club             | G           | W           | G           | V           | V          | T          | Saldo      | Punten |
| 1 | Ter Leede        | 2           | 2           | 0           | 0           | 5          | 2          | +3         | 6      |
| 2 | Sparta Rotterdam | 2           | 1           | 0           | 1           | 6          | 2          | +4         | 3      |
| 3 | CSW              | 2           | 0           | 0           | 2           | 1          | 8          | −7         | 0      |

Groep 2
| # | Club              | Wedstrijden | Wedstrijden | Wedstrijden | Wedstrijden | Doelpunten | Doelpunten | Doelpunten | Punten |
| - | ----------------- | ----------- | ----------- | ----------- | ----------- | ---------- | ---------- | ---------- | ------ |
| # | Club              | G           | W           | G           | V           | V          | T          | Saldo      | Punten |
| 1 | SV Saestum        | 3           | 2           | 1           | 0           | 27         | 2          | +25        | 7      |
| 2 | IJFC              | 3           | 2           | 1           | 0           | 13         | 2          | +11        | 7      |
| 3 | VV Winsum         | 3           | 1           | 0           | 2           | 6          | 19         | −13        | 3      |
| 4 | VV Blauw Geel '55 | 3           | 0           | 0           | 3           | 3          | 26         | −23        | 0      |

Groep 3
| # | Club         | Wedstrijden | Wedstrijden | Wedstrijden | Wedstrijden | Doelpunten | Doelpunten | Doelpunten | Punten |
| - | ------------ | ----------- | ----------- | ----------- | ----------- | ---------- | ---------- | ---------- | ------ |
| # | Club         | G           | W           | G           | V           | V          | T          | Saldo      | Punten |
| 1 | DTS Ede      | 3           | 3           | 0           | 0           | 26         | 1          | +25        | 9      |
| 2 | ACV          | 3           | 2           | 0           | 1           | 10         | 9          | +1         | 6      |
| 3 | Sporting '70 | 3           | 1           | 0           | 2           | 5          | 13         | −8         | 3      |
| 4 | VV de Weide  | 3           | 0           | 0           | 3           | 1          | 19         | −18        | 0      |

Groep 4
| # | Club           | Wedstrijden   | Wedstrijden   | Wedstrijden   | Wedstrijden   | Doelpunten    | Doelpunten    | Doelpunten    | Punten        |
| - | -------------- | ------------- | ------------- | ------------- | ------------- | ------------- | ------------- | ------------- | ------------- |
| # | Club           | G             | W             | G             | V             | V             | T             | Saldo         | Punten        |
| 1 | ASV Wartburgia | 2             | 2             | 0             | 0             | 14            | 0             | +14           | 6             |
| 2 | VV Reiger Boys | 2             | 1             | 0             | 1             | 2             | 8             | −6            | 3             |
| 3 | RVVH II        | 2             | 0             | 0             | 2             | 0             | 8             | −8            | 0             |
| 4 | SC 't Gooi     | Geen deelname | Geen deelname | Geen deelname | Geen deelname | Geen deelname | Geen deelname | Geen deelname | Geen deelname |

Groep 5
| # | Club         | Wedstrijden | Wedstrijden | Wedstrijden | Wedstrijden | Doelpunten | Doelpunten | Doelpunten | Punten |
| - | ------------ | ----------- | ----------- | ----------- | ----------- | ---------- | ---------- | ---------- | ------ |
| # | Club         | G           | W           | G           | V           | V          | T          | Saldo      | Punten |
| 1 | Vv SSS       | 3           | 3           | 0           | 0           | 11         | 6          | +5         | 9      |
| 2 | RCL          | 3           | 1           | 0           | 2           | 5          | 6          | −1         | 3      |
| 3 | Ter Leede II | 3           | 1           | 0           | 2           | 3          | 4          | −1         | 3      |
| 4 | USV Hercules | 3           | 1           | 0           | 2           | 4          | 7          | −3         | 3      |

Groep 6
| # | Club          | Wedstrijden | Wedstrijden | Wedstrijden | Wedstrijden | Doelpunten | Doelpunten | Doelpunten | Punten |
| - | ------------- | ----------- | ----------- | ----------- | ----------- | ---------- | ---------- | ---------- | ------ |
| # | Club          | G           | W           | G           | V           | V          | T          | Saldo      | Punten |
| 1 | Be Quick '28  | 3           | 2           | 1           | 0           | 9          | 4          | +5         | 7      |
| 2 | SC Klarenbeek | 3           | 2           | 0           | 1           | 14         | 4          | +10        | 6      |
| 3 | VV Berkum     | 3           | 1           | 1           | 1           | 5          | 9          | −4         | 4      |
| 4 | SV Epe        | 3           | 0           | 0           | 3           | 3          | 14         | −11        | 0      |

Groep 7
| # | Club          | Wedstrijden | Wedstrijden | Wedstrijden | Wedstrijden | Doelpunten | Doelpunten | Doelpunten | Punten |
| - | ------------- | ----------- | ----------- | ----------- | ----------- | ---------- | ---------- | ---------- | ------ |
| # | Club          | G           | W           | G           | V           | V          | T          | Saldo      | Punten |
| 1 | RVVH          | 2           | 2           | 0           | 0           | 5          | 2          | +3         | 6      |
| 2 | CVV Berkel    | 2           | 0           | 1           | 1           | 2          | 3          | −1         | 1      |
| 3 | VV IJzendijke | 2           | 0           | 1           | 1           | 2          | 4          | −2         | 1      |

Groep 8
| # | Club            | Wedstrijden | Wedstrijden | Wedstrijden | Wedstrijden | Doelpunten | Doelpunten | Doelpunten | Punten |
| - | --------------- | ----------- | ----------- | ----------- | ----------- | ---------- | ---------- | ---------- | ------ |
| # | Club            | G           | W           | G           | V           | V          | T          | Saldo      | Punten |
| 1 | SV Saestum II   | 3           | 3           | 0           | 0           | 20         | 2          | +18        | 9      |
| 2 | Be Quick '28 II | 3           | 1           | 1           | 1           | 9          | 10         | −1         | 4      |
| 3 | ASC '62         | 3           | 1           | 0           | 2           | 5          | 15         | −10        | 3      |
| 4 | HZVV            | 3           | 0           | 1           | 2           | 3          | 10         | −7         | 1      |

Groep 9
| # | Club              | Wedstrijden | Wedstrijden | Wedstrijden | Wedstrijden | Doelpunten | Doelpunten | Doelpunten | Punten |
| - | ----------------- | ----------- | ----------- | ----------- | ----------- | ---------- | ---------- | ---------- | ------ |
| # | Club              | G           | W           | G           | V           | V          | T          | Saldo      | Punten |
| 1 | AZSV              | 3           | 3           | 0           | 0           | 9          | 4          | +5         | 9      |
| 2 | RKVV DSS          | 3           | 1           | 0           | 2           | 4          | 4          | 0          | 3      |
| 3 | ASV Wartburgia II | 3           | 1           | 0           | 2           | 6          | 7          | −1         | 3      |
| 4 | DZC '68           | 3           | 1           | 0           | 2           | 2          | 6          | −4         | 3      |

Groep 10
| # | Club                       | Wedstrijden | Wedstrijden | Wedstrijden | Wedstrijden | Doelpunten | Doelpunten | Doelpunten | Punten |
| - | -------------------------- | ----------- | ----------- | ----------- | ----------- | ---------- | ---------- | ---------- | ------ |
| # | Club                       | G           | W           | G           | V           | V          | T          | Saldo      | Punten |
| 1 | Heerenveense Boys          | 3           | 1           | 2           | 0           | 7          | 6          | +1         | 5      |
| 2 | Oranje Nassau Groningen II | 3           | 1           | 1           | 1           | 8          | 7          | +1         | 4      |
| 3 | SC Stiens                  | 3           | 1           | 1           | 1           | 4          | 5          | −1         | 4      |
| 4 | VV Helpman                 | 3           | 1           | 0           | 2           | 7          | 8          | −1         | 3      |

Groep 11
| # | Club                    | Wedstrijden | Wedstrijden | Wedstrijden | Wedstrijden | Doelpunten | Doelpunten | Doelpunten | Punten |
| - | ----------------------- | ----------- | ----------- | ----------- | ----------- | ---------- | ---------- | ---------- | ------ |
| # | Club                    | G           | W           | G           | V           | V          | T          | Saldo      | Punten |
| 1 | Oranje Nassau Groningen | 3           | 3           | 0           | 0           | 17         | 0          | +17        | 9      |
| 2 | GSVV The Knickerbockers | 3           | 2           | 0           | 1           | 14         | 3          | +11        | 6      |
| 3 | VV Sint Annaparochie    | 3           | 1           | 0           | 2           | 4          | 18         | −14        | 3      |
| 4 | VV Vitesse '63          | 3           | 0           | 0           | 3           | 2          | 16         | −14        | 0      |

Groep 12
| # | Club            | Wedstrijden | Wedstrijden | Wedstrijden | Wedstrijden | Doelpunten | Doelpunten | Doelpunten | Punten |
| - | --------------- | ----------- | ----------- | ----------- | ----------- | ---------- | ---------- | ---------- | ------ |
| # | Club            | G           | W           | G           | V           | V          | T          | Saldo      | Punten |
| 1 | FC Rijnvogels   | 2           | 2           | 0           | 0           | 16         | 0          | +16        | 6      |
| 2 | Vv SSS II       | 2           | 1           | 0           | 1           | 3          | 9          | −6         | 3      |
| 3 | BVV Barendrecht | 2           | 0           | 0           | 2           | 1          | 11         | −10        | 0      |

Groep 13
| # | Club          | Wedstrijden | Wedstrijden | Wedstrijden | Wedstrijden | Doelpunten | Doelpunten | Doelpunten | Punten |
| - | ------------- | ----------- | ----------- | ----------- | ----------- | ---------- | ---------- | ---------- | ------ |
| # | Club          | G           | W           | G           | V           | V          | T          | Saldo      | Punten |
| 1 | VV DSE        | 3           | 3           | 0           | 0           | 19         | 3          | +16        | 9      |
| 2 | OVV '67       | 3           | 2           | 0           | 1           | 9          | 11         | −2         | 6      |
| 3 | Antibarbari   | 3           | 1           | 0           | 2           | 12         | 7          | +5         | 3      |
| 4 | VV Hontenisse | 3           | 0           | 0           | 3           | 4          | 23         | −19        | 0      |

Groep 14
| # | Club        | Wedstrijden | Wedstrijden | Wedstrijden | Wedstrijden | Doelpunten | Doelpunten | Doelpunten | Punten |
| - | ----------- | ----------- | ----------- | ----------- | ----------- | ---------- | ---------- | ---------- | ------ |
| # | Club        | G           | W           | G           | V           | V          | T          | Saldo      | Punten |
| 1 | RKSV Nuenen | 2           | 2           | 0           | 0           | 13         | 2          | +11        | 6      |
| 2 | VV SEP      | 2           | 1           | 0           | 1           | 6          | 5          | +1         | 3      |
| 3 | RKDEO       | 2           | 0           | 0           | 1           | 1          | 13         | −12        | 0      |

Groep 15
| # | Club            | Wedstrijden | Wedstrijden | Wedstrijden | Wedstrijden | Doelpunten | Doelpunten | Doelpunten | Punten |
| - | --------------- | ----------- | ----------- | ----------- | ----------- | ---------- | ---------- | ---------- | ------ |
| # | Club            | G           | W           | G           | V           | V          | T          | Saldo      | Punten |
| 1 | RKSV Bekkerveld | 3           | 3           | 0           | 0           | 13         | 3          | +10        | 9      |
| 2 | Fortuna '54     | 3           | 2           | 0           | 1           | 8          | 3          | +5         | 6      |
| 3 | VV Bavel        | 3           | 1           | 0           | 2           | 3          | 8          | −5         | 3      |
| 4 | SSS'18          | 3           | 0           | 0           | 3           | 4          | 14         | −10        | 0      |

Groep 16
| # | Club                | Wedstrijden   | Wedstrijden   | Wedstrijden   | Wedstrijden   | Doelpunten    | Doelpunten    | Doelpunten    | Punten        |
| - | ------------------- | ------------- | ------------- | ------------- | ------------- | ------------- | ------------- | ------------- | ------------- |
| # | Club                | G             | W             | G             | V             | V             | T             | Saldo         | Punten        |
| 1 | SC 't Zand          | 2             | 2             | 0             | 0             | 6             | 0             | +6            | 9             |
| 2 | VV Hoogland         | 2             | 1             | 0             | 1             | 6             | 3             | +3            | 6             |
| 3 | SC Buitenveldert II | 2             | 0             | 0             | 2             | 1             | 10            | −9            | 3             |
| 4 | RKSV Prinses Irene  | Geen deelname | Geen deelname | Geen deelname | Geen deelname | Geen deelname | Geen deelname | Geen deelname | Geen deelname |

Groep 17
| # | Club             | Wedstrijden | Wedstrijden | Wedstrijden | Wedstrijden | Doelpunten | Doelpunten | Doelpunten | Punten |
| - | ---------------- | ----------- | ----------- | ----------- | ----------- | ---------- | ---------- | ---------- | ------ |
| # | Club             | G           | W           | G           | V           | V          | T          | Saldo      | Punten |
| 1 | SDO              | 3           | 2           | 0           | 1           | 8          | 9          | −1         | 6      |
| 2 | SC Buitenveldert | 3           | 1           | 1           | 1           | 8          | 6          | +2         | 4      |
| 3 | VV Winkel        | 3           | 1           | 1           | 1           | 9          | 9          | 0          | 4      |
| 4 | RKVV Velsen      | 3           | 0           | 2           | 1           | 11         | 12         | −1         | 2      |

Groep 18
| # | Club          | Wedstrijden | Wedstrijden | Wedstrijden | Wedstrijden | Doelpunten | Doelpunten | Doelpunten | Punten |
| - | ------------- | ----------- | ----------- | ----------- | ----------- | ---------- | ---------- | ---------- | ------ |
| # | Club          | G           | W           | G           | V           | V          | T          | Saldo      | Punten |
| 1 | FC Berghuizen | 3           | 2           | 1           | 0           | 9          | 4          | +5         | 7      |
| 2 | VV Witkampers | 3           | 1           | 1           | 1           | 9          | 11         | −2         | 4      |
| 3 | Victoria Boys | 3           | 1           | 0           | 2           | 11         | 11         | 0          | 3      |
| 4 | DVC'26        | 3           | 1           | 0           | 2           | 6          | 9          | −3         | 3      |

Groep 19
| # | Club               | Wedstrijden | Wedstrijden | Wedstrijden | Wedstrijden | Doelpunten | Doelpunten | Doelpunten | Punten |
| - | ------------------ | ----------- | ----------- | ----------- | ----------- | ---------- | ---------- | ---------- | ------ |
| # | Club               | G           | W           | G           | V           | V          | T          | Saldo      | Punten |
| 1 | FC Eindhoven AV II | 3           | 2           | 1           | 0           | 7          | 1          | +6         | 7      |
| 2 | Vv Rigtersbleek    | 3           | 2           | 1           | 0           | 7          | 1          | +6         | 7      |
| 3 | RKSV De Tukkers    | 3           | 1           | 0           | 2           | 3          | 7          | −4         | 3      |
| 4 | RKSV Nuenen        | 3           | 0           | 0           | 3           | 3          | 11         | −8         | 0      |

Groep 20
| # | Club             | Wedstrijden | Wedstrijden | Wedstrijden | Wedstrijden | Doelpunten | Doelpunten | Doelpunten | Punten |
| - | ---------------- | ----------- | ----------- | ----------- | ----------- | ---------- | ---------- | ---------- | ------ |
| # | Club             | G           | W           | G           | V           | V          | T          | Saldo      | Punten |
| 1 | SC Woezik        | 3           | 3           | 0           | 0           | 13         | 5          | +8         | 9      |
| 2 | UDI '19/CSU      | 3           | 1           | 1           | 1           | 6          | 5          | +1         | 4      |
| 3 | VV Nooit Gedacht | 3           | 1           | 0           | 2           | 12         | 9          | +3         | 3      |
| 4 | HVCH             | 3           | 0           | 1           | 2           | 4          | 16         | −12        | 1      |

Groep 21
| # | Club          | Wedstrijden | Wedstrijden | Wedstrijden | Wedstrijden | Doelpunten | Doelpunten | Doelpunten | Punten |
| - | ------------- | ----------- | ----------- | ----------- | ----------- | ---------- | ---------- | ---------- | ------ |
| # | Club          | G           | W           | G           | V           | V          | T          | Saldo      | Punten |
| 1 | Vv Trekvogels | 3           | 3           | 0           | 0           | 14         | 4          | +10        | 9      |
| 2 | VV Eldenia    | 3           | 2           | 0           | 1           | 11         | 6          | +5         | 6      |
| 3 | NSVV FC Kunde | 3           | 1           | 0           | 2           | 3          | 9          | −6         | 3      |
| 4 | VDZ           | 3           | 0           | 0           | 3           | 2          | 11         | −9         | 0      |

Groep 22
| # | Club              | Wedstrijden | Wedstrijden | Wedstrijden | Wedstrijden | Doelpunten | Doelpunten | Doelpunten | Punten |
| - | ----------------- | ----------- | ----------- | ----------- | ----------- | ---------- | ---------- | ---------- | ------ |
| # | Club              | G           | W           | G           | V           | V          | T          | Saldo      | Punten |
| 1 | FC Eindhoven AV   | 3           | 3           | 0           | 0           | 18         | 2          | +16        | 9      |
| 2 | ST SV Someren/NWC | 3           | 2           | 0           | 1           | 6          | 9          | −3         | 6      |
| 3 | SV Orion          | 3           | 1           | 0           | 2           | 8          | 9          | −1         | 3      |
| 4 | VV Eldenia II     | 3           | 0           | 0           | 3           | 2          | 14         | −12        | 0      |

### Hoofdtoernooi

#### Eerste ronde
De wedstrijden van de winnaars en nummers twee van de groepsfase waren gepland voor 17 en 18 oktober. Na de stillegging van het amateurvoetbal vanwege nieuwe coronamaatregelen werden de wedstrijden uitgesteld naar een nog nader te bepalen datum. Alle amateurploegen werden halverwege november uit het toernooi gehaald als gevolg van de coronapandemie.
| Datum | Team                        | Uitslag     | Team                           |
| ----- | --------------------------- | ----------- | ------------------------------ |
|       | Vv SSS II (4)               | Geannuleerd | AZSV (4)                       |
|       | CVV Berkel (4)              | Geannuleerd | ASV Wartburgia (2)             |
|       | Ter Leede (2)               | Geannuleerd | Be Quick '28 II (4)            |
|       | Be Quick '28 (2)            | Geannuleerd | RCL (3)                        |
|       | Vv SSS (2)                  | Geannuleerd | VV Reiger Boys (3)             |
|       | Oranje Nassau Groningen (3) | Geannuleerd | GSVV The Knickerbockers (3)    |
|       | FC Rijnvogels (2)           | Geannuleerd | Sparta Rotterdam (3)           |
|       | SV Saestum (2)              | Geannuleerd | VV SEP (4)                     |
|       | DTS Ede (2)                 | Geannuleerd | ST SV Someren/NWC (3)          |
|       | VV Hoogland (4)             | Geannuleerd | RVVH (2)                       |
|       | VV DSE (3)                  | Geannuleerd | ACV (3)                        |
|       | FC Eindhoven AV II (3)      | Geannuleerd | Heerenveense Boys (3)          |
|       | SDO (4)                     | Geannuleerd | RKVV DSS (2)                   |
|       | SC Woezik (2)               | Geannuleerd | Oranje Nassau Groningen II (4) |
|       | Vv Rigtersbleek (4)         | Geannuleerd | IJFC (4)                       |
|       | VV Eldenia (2)              | Geannuleerd | SV Saestum II (3)              |
|       | RKSV Nuenen (3)             | Geannuleerd | SC Klarenbeek (4)              |
|       | OVV '67 (4)                 | Geannuleerd | FC Eindhoven AV (2)            |
|       | RKSV Bekkerveld (4)         | Geannuleerd | SC Buitenveldert (3)           |
|       | SC 't Zand (3)              | Geannuleerd | VV Witkampers (3)              |
|       | FC Berghuizen (3)           | Geannuleerd | Fortuna '54 (3)                |
|       | Vv Trekvogels (3)           | Geannuleerd | UDI '19/CSU (4)                |

#### Kwartfinales
|                       |                   |       |                                                  |                          |
| 5 februari 2021 19.30 | sc Heerenveen (1) | 1 – 2 | AFC Ajax (1)                                     | Skoatterwâld, Heerenveen |
| 5 februari 2021 19.30 | Tiny Hoekstra 57' |       | 42' Marjolijn van den Bighelaar 67' Nikita Tromp | Skoatterwâld, Heerenveen |

|                       |                                                                         |       |                     |                       |
| 5 februari 2021 19.30 | FC Twente (1)                                                           | 4 – 1 | VV Alkmaar (1)      | Het Diekman, Enschede |
| 5 februari 2021 19.30 | Marisa Olislagers 37' Lynn Wilms 38' Suzanne Giesen 56' Fenna Kalma 78' |       | 35' Emmeke Henschen | Het Diekman, Enschede |

|                       |                                           |       |                |                        |
| 5 februari 2021 19.30 | PSV (1)                                   | 3 – 0 | PEC Zwolle (1) | De Herdgang, Eindhoven |
| 5 februari 2021 19.30 | Joëlle Smits 55', 84' Naomi Pattiwael 88' |       |                | De Herdgang, Eindhoven |

|                       |               |                                                                                    |                  |                       |
| 5 februari 2021 19.30 | Excelsior (1) | 0 – 4                                                                              | ADO Den Haag (1) | Woudestein, Rotterdam |
| 5 februari 2021 19.30 |               | 7' Shanique Dessing 29' Jaimy Ravensbergen 66' Jannette van Belen 85' Anne Sellies |                  | Woudestein, Rotterdam |

#### Halve finales
|                     |                                          |       |                                                                |                       |
| 17 april 2021 16.30 | FC Twente (1)                            | 2 – 3 | ADO Den Haag (1)                                               | Het Diekman, Enschede |
| 17 april 2021 16.30 | Anna-Lena Stolze 21' Rieke Dieckmann 51' |       | 45+1' Jannette van Belen 63' Liz Rijsbergen 81' Nikki IJzerman | Het Diekman, Enschede |

|                     |                    |       |              |                                                    |
| 18 april 2021 12.15 | PSV (1)            | 1 – 0 | AFC Ajax (1) | De Herdgang, Eindhoven Scheidsrechter: Luuk Timmer |
| 18 april 2021 12.15 | Romée Leuchter 10' |       |              | De Herdgang, Eindhoven Scheidsrechter: Luuk Timmer |

#### Finale
|                                     |              |                                                    |                  |                                                                         |
| 5 juni 2021 20.00 Finale KNVB Beker | ADO Den Haag | 0 – 1 (0 – 1)                                      | PSV              | Yanmar Stadion, Almere Toeschouwers: 800 Scheidsrechter: Shona Shukrula |
| 5 juni 2021 20.00 Finale KNVB Beker |              | Wedstrijdverslag PSV Wedstrijdverslag ADO Den Haag | 37' Joëlle Smits | Yanmar Stadion, Almere Toeschouwers: 800 Scheidsrechter: Shona Shukrula |

| ADO Den Haag | PSV |

| ADO Den Haag      |    |                    |                         |     |
|                   |    |                    |                         |     |
| DV                | 1  | Barbara Lorsheijd  |                         |     |
| RB                | 4  | Kayra Nelemans     |                         |     |
| CV                | 20 | Amber Verspaget    | 90+3'                   |     |
| CV                | 3  | Gwyneth Hendriks   | Gemiste strafschop (17) |     |
| LB                | 6  | Pleun Raaijmakers  |                         |     |
| RM                | 19 | Nikki IJzerman     |                         |     |
| CM                | 22 | Annouk Boshuizen   | 82'                     |     |
| LM                | 10 | Nadine Noordam     |                         |     |
| RV                | 26 | Liz Rijsbergen     |                         | 76' |
| SP                | 11 | Jannette van Belen |                         | 80' |
| LV                | 9  | Jaimy Ravensbergen |                         |     |
| Wisselspeelsters: |    |                    |                         |     |
| DV                | 16 | Maaike van Klink   |                         |     |
| VD                | 2  | Bo Vonk            |                         |     |
| VD                | 5  | Priscilla Mesker   |                         |     |
| VD                | 12 | Celainy Obispo     |                         | 76' |
| VD                | 14 | Julia Kagie        |                         |     |
| VD                | 17 | Eline Koster       |                         |     |
| VD                | 27 | Louise van Oosten  |                         |     |
| MV                | 24 | Manon van Raaij    |                         | 80' |
| MV                | 25 | Akke van den Born  |                         |     |
| AV                | 7  | Maartje Looijen    |                         |     |
| AV                | 21 | Anne Sellies       |                         |     |
| Coach:            |    |                    |                         |     |
| Sjaak Polak       |    |                    |                         |     |

| PSV               |    |                     |     |       |
|                   |    |                     |     |       |
| DV                | 1  | Sari van Veenendaal |     |       |
| RB                | 13 | Melanie Bross       |     |       |
| CV                | 4  | Mandy van den Berg  |     |       |
| CV                | 14 | Aniek Nouwen        |     |       |
| LB                | 11 | Nadia Coolen        |     | 46'   |
| RM                | 5  | Janou Levels        |     |       |
| CM                | 20 | Julie Biesmans      |     |       |
| LM                | 24 | Esmee Brugts        |     |       |
| RV                | 7  | Romée Leuchter      |     | 90+4' |
| SP                | 9  | Joëlle Smits        | 37' |       |
| LV                | 18 | Naomi Pattiwael     |     | 84'   |
| Wisselspeelsters: |    |                     |     |       |
| DV                | 12 | Cecilia Santiago    |     |       |
| DV                | 16 | Lisan Alkemade      |     |       |
| VD                | 2  | Ellie Jean          |     |       |
| VD                | 21 | Dana Foederer       |     |       |
| VD                | 27 | Senna Koeleman      |     |       |
| MV                | 8  | Gio Carreras        |     | 84'   |
| MV                | 10 | Kayleigh van Dooren |     | 90+4' |
| MV                | 23 | Amy Harrison        |     |       |
| MV                | 30 | Janneke Verheijen   |     |       |
| AV                | 17 | Kyah Simon          |     |       |
| AV                | 22 | Anika Rodriguez     | 67' | 46'   |
| AV                | 29 | Maxime Snellenberg  |     |       |
| Coach:            |    |                     |     |       |
| Rick de Rooij     |    |                     |     |       |

| KNVB Beker 2020/21 |
| ------------------ |
| PSV Eerste titel   |

## Statistieken

#### Doelpuntenmaaksters
3 doelpunten
- Joëlle Smits (PSV)

2 doelpunten
- Jannette van Belen (ADO Den Haag)

1 doelpunt
- Shanique Dessing (ADO Den Haag)
- Jaimy Ravensbergen (ADO Den Haag)
- Liz Rijsbergen (ADO Den Haag)
- Anne Sellies (ADO Den Haag)
- Nikki IJzerman (ADO Den Haag)
- Marjolijn van den Bighelaar (Ajax)
- Nikita Tromp (Ajax)
- Emmeke Henschen (VV Alkmaar)
- Tiny Hoekstra (sc Heerenveen)
- Romée Leuchter (PSV)
- Naomi Pattiwael (PSV)
- Rieke Dieckmann (FC Twente)
- Suzanne Giesen (FC Twente)
- Fenna Kalma (FC Twente)
- Marisa Olislagers (FC Twente)
- Anna-Lena Stolze (FC Twente)
- Lynn Wilms (FC Twente)

### Deelnemers per ronde
Het aantal deelnemers per divisie per ronde is:
| Deelnemerscategorie | Groepsfase | 1e ronde   | 2e ronde | Tussenronde | Achtste finale | Kwartfinale | Halve finale | Finale     | Winnaar    |
| ------------------- | ---------- | ---------- | -------- | ----------- | -------------- | ----------- | ------------ | ---------- | ---------- |
| Eredivisie          | 0bye       | 0bye       | 0bye     | 0bye        | n.v.t.         | 8 (100,0%)  | 4 (100,0%)   | 2 (100,0%) | 1 (100,0%) |
| Topklasse           | 12 (14,3%) | 12 (27,3%) | n.v.t.   | n.v.t.      | n.v.t.         | n.v.t.      | n.v.t.       | n.v.t.     | n.v.t.     |
| Hoofdklasse         | 24 (28,6%) | 18 (40,9%) | n.v.t.   | n.v.t.      | n.v.t.         | n.v.t.      | n.v.t.       | n.v.t.     | n.v.t.     |
| Eerste klasse       | 48 (57,1%) | 14 (31,8%) | n.v.t.   | n.v.t.      | n.v.t.         | n.v.t.      | n.v.t.       | n.v.t.     | n.v.t.     |
| Totaal              | 84         | 44         | –        | –           | –              | 8           | 4            | 2          | 1          |

## Districtsbekers
Aan de Districtsbekers (Groep 2) namen de vrouwenelftallen uit het betreffende district deel die uitkwamen in de Tweede en Derde klassen. (Elftallen uitkomend in de Vierde klassen en lager speelden om de Districtsbekers (Groep 3)).
De eerste ronde werd gespeeld in poulevorm. Elke poule bestond uit vier, maar minimaal drie elftallen, die een halve competitie afwerkten. De poulewinnaars plaatsen zich voor de knock-outfase. Elftallen uitkomend in de Eerste klasse die in de poulefase van de landelijke beker werden uitgeschakeld stroomden in de knock-outfase van hun district in.

Bij gelijkspel in de knock-outfase werd de winnaar bepaald door middel van een strafschoppenserie, met uitzondering van een finale waar in dat geval eerst nog een verlenging zou worden gespeeld.
Op 24 juni 2020 werden de maatregelen in verband met de coronacrisis in Nederland zodanig versoepeld dat vanaf 1 juli weer amateurwedstrijden in het voetbal mogelijk waren. De poulefase van de districtsbekers kon daarom normaal doorgang vinden.

Op 13 oktober maakte het kabinet maatregelen in verband met de nieuwe coronagolf bekend. Als gevolg daarvan werden alle amateurwedstrijden geschrapt. Uiteindelijk besloot de KNVB om alle (beker-)competities definitief stop te zetten.